# Reprazent
A Reprazent angol drum and bass együttes. 1997-ben alapította Roni Size DJ. Három nagylemezt jelentettek meg. 2008-ban Magyarországon is felléptek, a Sziget Fesztiválon. Ugyanebben az évben a Volt Fesztiválon is felléptek.

## Tagok
- Roni Size - programozás, billentyűk
- Onallee - ének
- Dynamite MC - rappelés
- Si John - basszus
- D Product - szintetizátor
- Jay Wilcox - billentyűk

## Diszkográfia
- New Forms (1997)
- In the Møde (2000)
- New Forms 2 (2008)
- Live at Colston Hall (koncertalbum, 2015)